# Lövören
Lövören is een Zweeds eiland behorend tot de Lule-archipel. Het ligt aan de oostkant van de eilandengroep Tistersöarna in de archipel. Het heeft geen vaste oeververbinding en heeft nauwelijks bebouwing, waarschijnlijk enkel een schuilcabine of zomerwoning. Op het noorden van het eiland is een kampplaats voor vissers op de plaats van een voormalig vissersdorp.
Norr-Tistersön · Sör-Tistersön · Västifjärdgrundet · Lill Svartgrundet · Stor Svartgrundet · Fjuksögrundet · Sörön · Husören · Lövören · Storgrundet 
en een aantal zeer kleine zandbanken of riffen.
De Tistersöarna kregen hun naam als vindplaats van tistron (zwarte bessen).